# Immichenhainer Teiche
Immichenhainer Teiche este o arie protejată (arie specială de conservare — SAC, sit de importanță comunitară — SCI) din Germania întinsă pe o suprafață de 23,21 ha, integral pe uscat.

## Localizare
Centrul sitului Immichenhainer Teiche este situat la coordonatele 50°47′55″N 9°20′27″E / 50.7986°N 9.3408°E.

## Înființare
Situl Immichenhainer Teiche a fost declarat sit de importanță comunitară în noiembrie 2004 pentru a proteja 2 specii de animale. Situl a fost protejat și ca arie specială de conservare în martie 2008.

## Biodiversitate
Situată în ecoregiunea continentală, aria protejată conține 3 habitate naturale: Lacuri eutrofice naturale cu vegetație de tip Magnopotamion sau Hydrocharition, Formațiuni ierboase bogate în specii de Nardus, dezvoltate pe substraturi silicioase în zone montane (și în zone submontane, în Europa continentală), Păduri de fag Luzulo-Fagetum.
La baza desemnării sitului se află mai multe specii protejate de  păsări (2): ciocănitoare neagră (Dryocopus martius), turturică (Streptopelia turtur).
Pe lângă speciile protejate, pe teritoriul sitului au mai fost identificate 5 specii de plante, 3 specii de amfibieni, 6 specii de nevertebrate.